# Монтиньозо
Монтиньозо (на италиански: Montignoso) е община в Италия, в региона Тоскана, провинция Маса и Карара. Населението е около 10 000 души (2007).

## Известни личности
Родени в Монтиньозо
- Карло Сфорца (1872 – 1952), политик